# Jacques Raulin
Pour les articles homonymes, voir Raulin.
Jacques Raulin est un homme politique français né le 11 juin 1795 à Montfaucon (Meuse) et décédé le 13 avril 1880 à Verdun (Meuse).

## Biographie
Fils de Jean-Baptiste Raulin, député sous la Restauration, il est sous-préfet de Montmédy sous la Monarchie de Juillet. Il est député de la Meuse de 1849 à 1851, siégeant à droite. Il se présente deux fois, sans succès, comme candidat d'opposition sous le Second Empire.

## Sources
- Ressource relative à la vie publique :   - Base Sycomore
- « Jacques Raulin », dans Adolphe Robert et Gaston Cougny, Dictionnaire des parlementaires français, Edgar Bourloton, 1889-1891 [détail de l’édition]